# Cycas platyphylla
Cycas platyphylla is een soort uit de familie Cycadaceae. De soort komt voor in het noordoosten van Queensland, waar hij aangetroffen wordt in het westelijke deel van het Atherton Tableland. De soort staat op de Rode Lijst van de IUCN geklasseerd als 'bedreigd'.
... · 
C. circinalis (Ingerolde palmvaren) · 
C. media · 
C. platyphylla · 
C. revoluta · 
...